# Coelachne simpliciuscula
Coelachne simpliciuscula är en gräsart som först beskrevs av Ernst Gottlieb von Steudel, och fick sitt nu gällande namn av William Munro och George Bentham. Coelachne simpliciuscula ingår i släktet Coelachne, och familjen gräs. Inga underarter finns listade i Catalogue of Life.